# Francesco Manenti
Francesco Manenti (ur. 26 czerwca 1951 w Sergnano) – włoski duchowny katolicki, biskup Senigalli od 2015.

## Życiorys
Święcenia kapłańskie otrzymał 28 czerwca 1975 i został prezbiterem diecezji Crema. Był m.in. dyrektorem kilku kurialnych wydziałów, ojcem duchownym seminarium w Cremie, wykładowcą kilku seminariów oraz wikariuszem generalnym diecezji.
17 października 2015 papież Franciszek mianował go ordynariuszem diecezji Senigallia. Sakry udzielił mu 22 listopada 2015 biskup Cremy - Oscar Cantoni.